# Norlindhia amplectens
Norlindhia amplectens là một loài thực vật có hoa trong họ Cúc. Loài này được (Harv.) B.Nord. mô tả khoa học đầu tiên năm 2006.